# Vadim Cemîrtan
Vadim Cemîrtan (n. 21 iulie 1987, în Tighina) este un fotbalist moldovean care evoluează la FC Costuleni, pe postul de atacant.